# Lantz (Spagna)
Lantz (Lantz in basco, Lanz in spagnolo) è un comune spagnolo di 153 abitanti (censimento del 2017) situato nella comunità autonoma della Navarra nel nord della Spagna.
Lantz è situata a circa 25 km dal capoluogo della comunità, Pamplona.  Il territorio comunale è attraversato dalla strada statale N-121-A ( Pamplona - Irún). Il rilievo del comune è prevalentemente montuoso. L'altitudine varia tra 1161 metri a nord e 590 metri a sud. Il paese sorge a 629 metri sul livello del mare.

## Lingua
In conformità con la legge locale sulla lingua basca (legge 18/1986 del 15 dicembre) la Navarra è linguisticamente divisa in tre zone. Lantz fa parte della zona di lingua basca, dove l'uso del basco è prevalente. Il basco e il castigliano sono usati nella pubblica amministrazione, nei media, negli eventi culturali e nell'istruzione, di norma l'uso del basco è comune e molto spesso incoraggiato.

## Demografia
Lanz è sempre stato un piccolo comune che non ha mai superato i 360 abitanti. Dagli anni '30 ha subito un continuo esodo demografico a causa della sua posizione montuosa e della mancanza di lavoro al di fuori del settore zootecnico. Ma dagli anni '90, si assiste ad una ripresa in quanto gruppi di giovani della città stessa hanno deciso di restare e vivere a Lantz per la sua vicinanza a Pamplona (solo mezz'ora) e il suo ambiente naturale invidiabile.
Per questo motivo, a partire dagli anni '90, si è assistito ad un progressivo aumento del numero degli abitanti censiti, ma anche della popolazione giovane, che non solo ha ridotto l'invecchiamento della popolazione del comune, ma ha anche il primato di essere la città spagnola con la più alta percentuale di popolazione infantile. A Lanz i bambini sono il 13,2% della popolazione, la media nazionale è del 4,7%.

## Cultura

### Feste e Eventi

#### Carnaval de Lanz
Si svolge nei giorni precedenti il Mercoledì delle Ceneri ed è la festa tradizionale più importante di questa città.
È un corteo mascherato in cui si rappresenta la cattura di "Miel Otxin" un perfido bandito che rappresenta gli spiriti maligni.
Il corteo si svolge al lunedì, nel quale Miel Otxin viene catturato e fatto sfilare nelle vie del paese al suono dei tamburelli e del chistu (un flauto a tre fori). Il Martedì Grasso viene bruciato sul rogo, mentre gli abitanti del villaggio ballano intorno ad esso.
Altri personaggi del Carnevale di Lantz sono:
- Ziripot: vestito con sacchi riempiti di erba o di felci che vaga per le vie del paese
- Zaldiko: una figura metà-uomo e metà cavallo demolisce la strada lungo il percorso
- Arotzak: rappresentano i fabbri, sono rappresentati con martelli e pinze mentre cercano di ferrare gli zoccoli di Zaldiko
- Txatxo: rappresentano la popolazione di Lantz, vestiti con pelli di animali e vecchi vestiti colorati, con scope di paglia e con il volto coperto, gridano, corrono e spaventano gli spettatori.

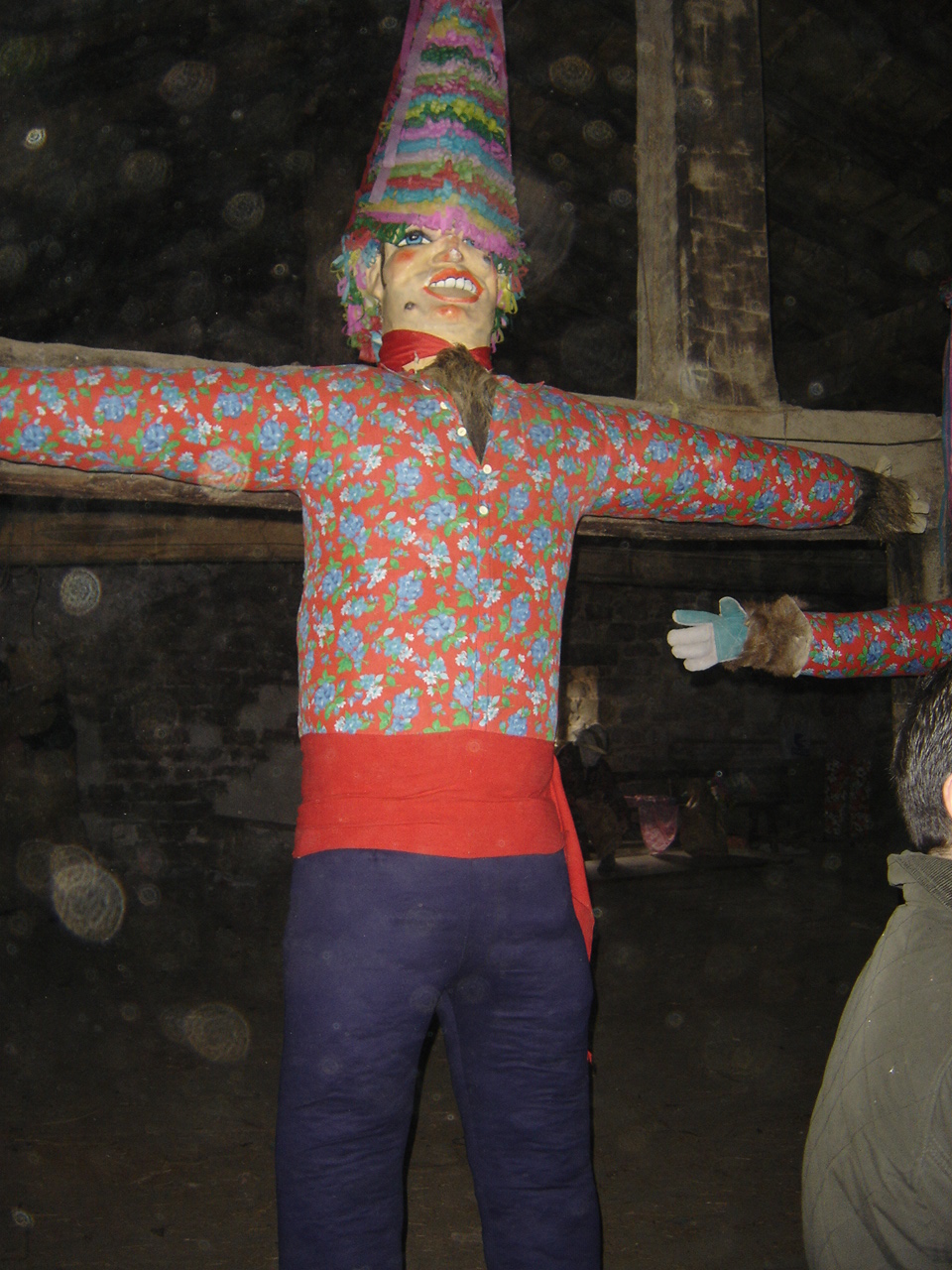
Miel Otxin
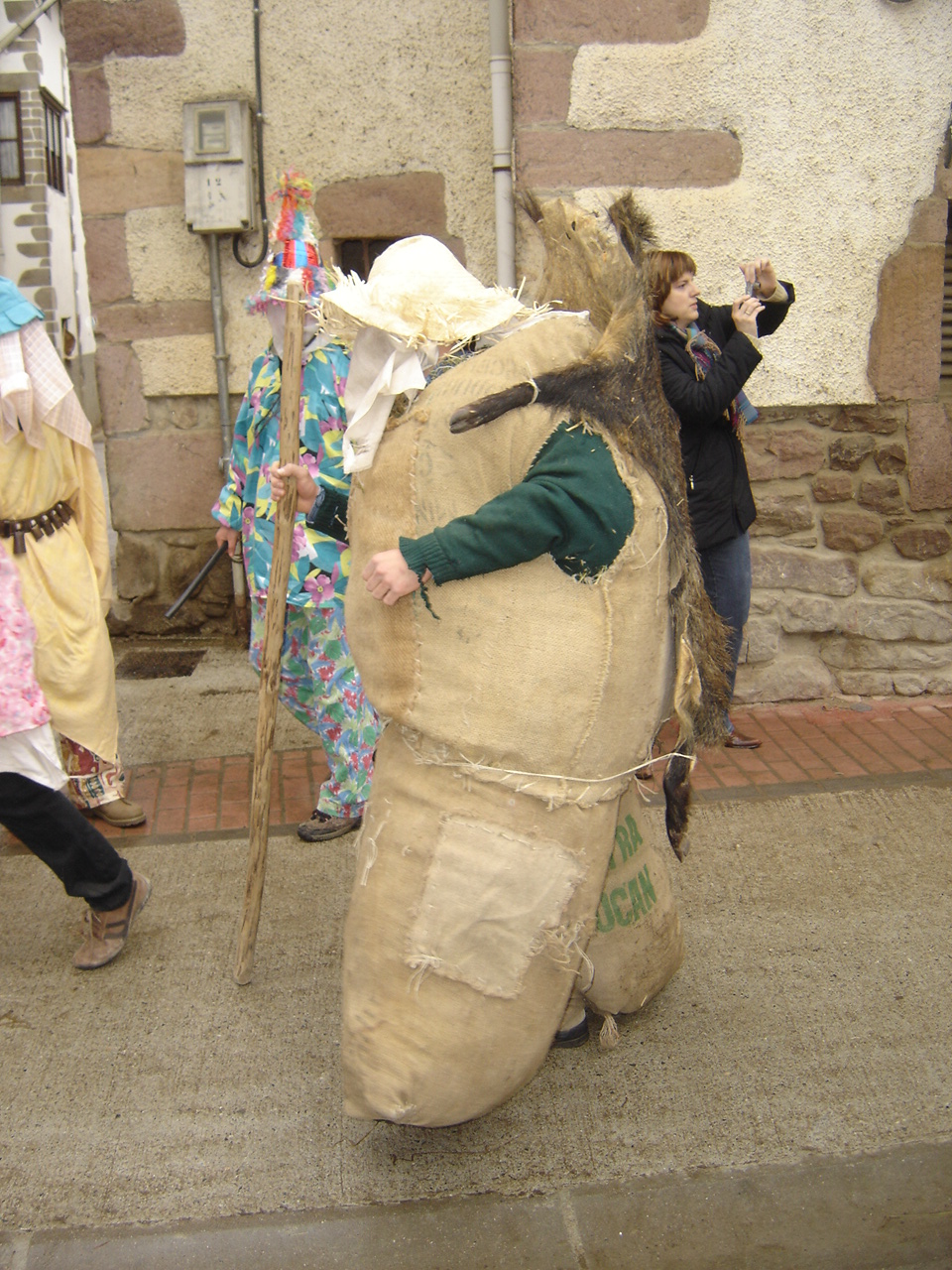
Ziripot
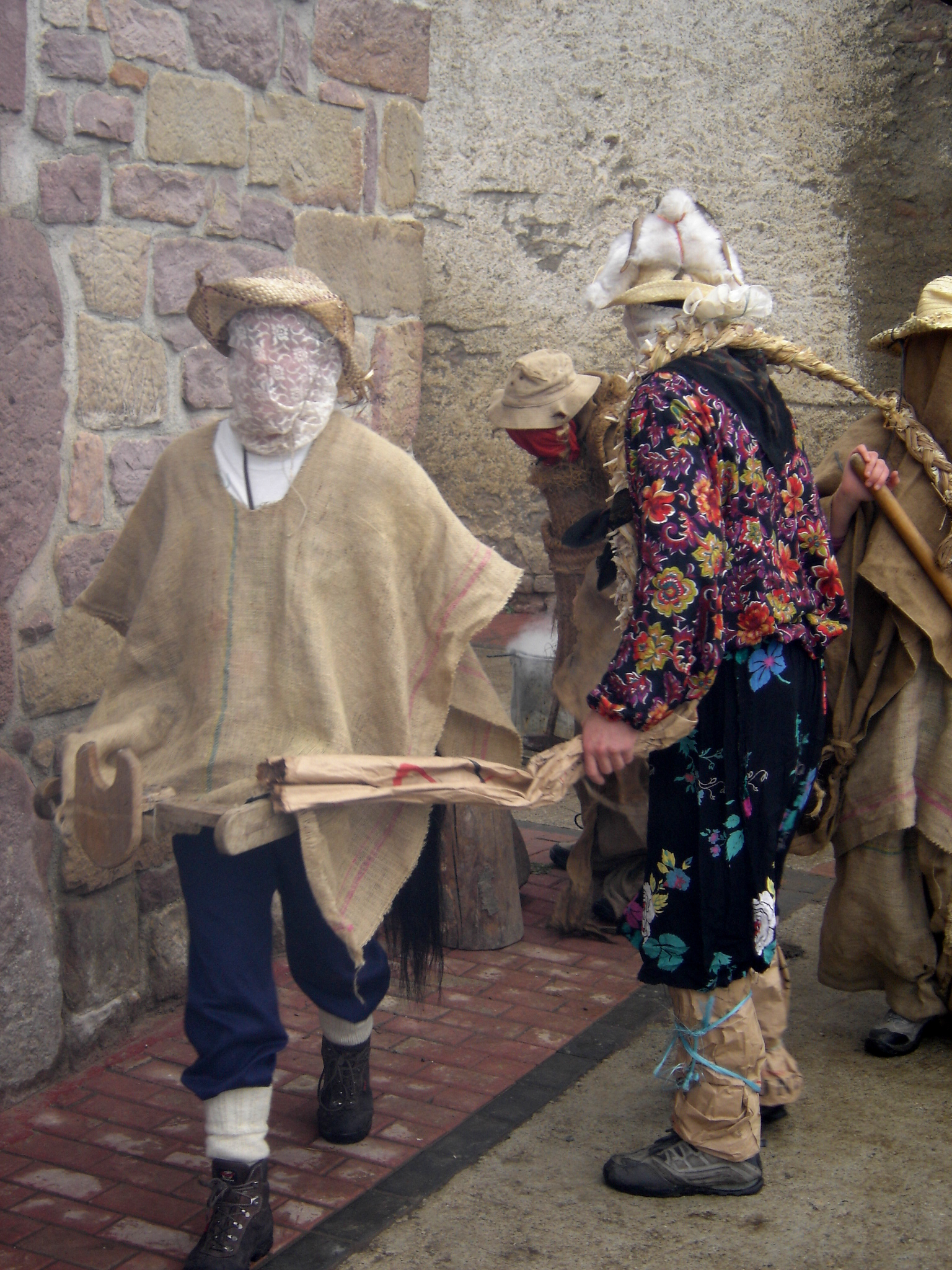
Zaldiko
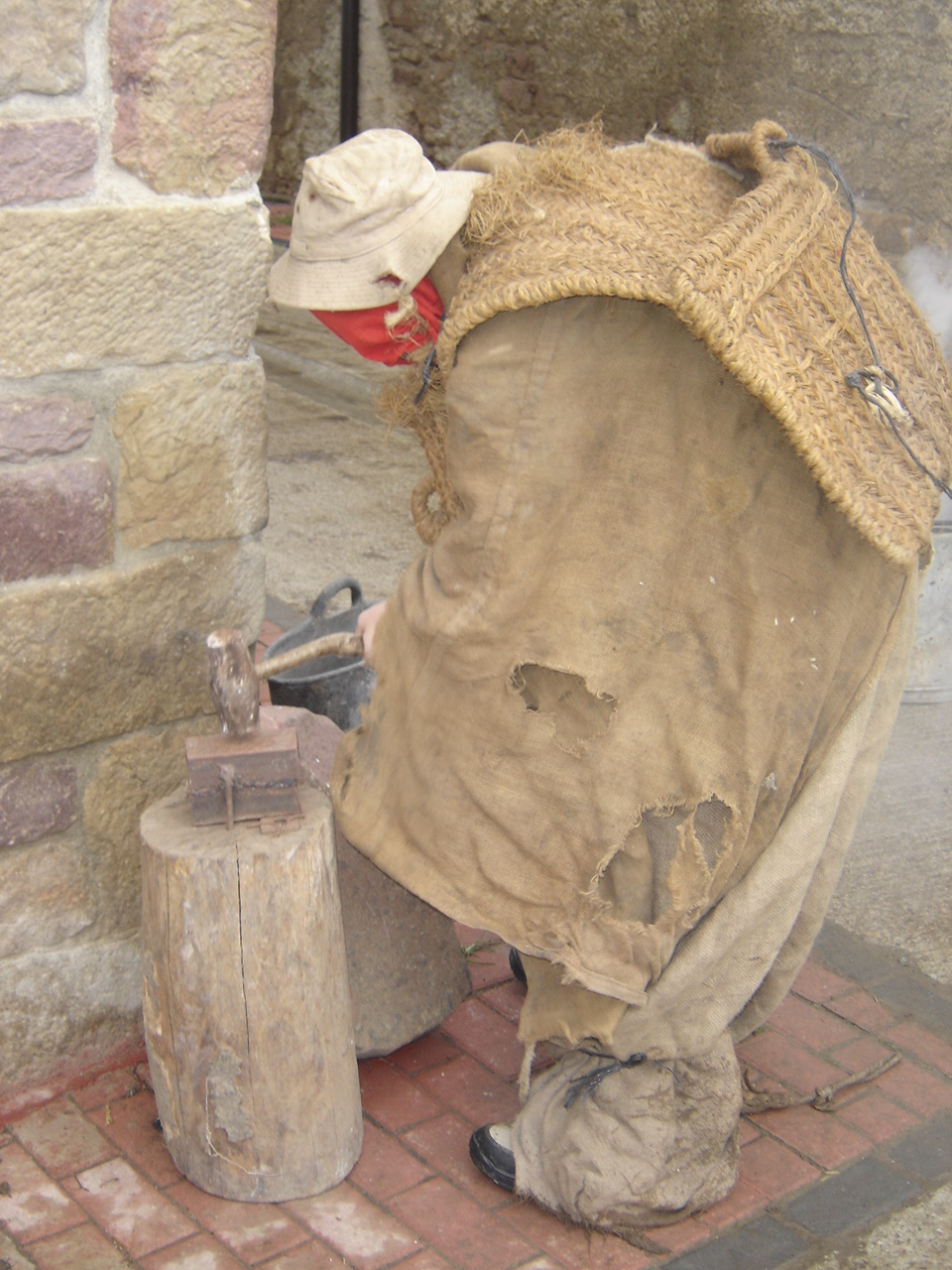
Arotzak
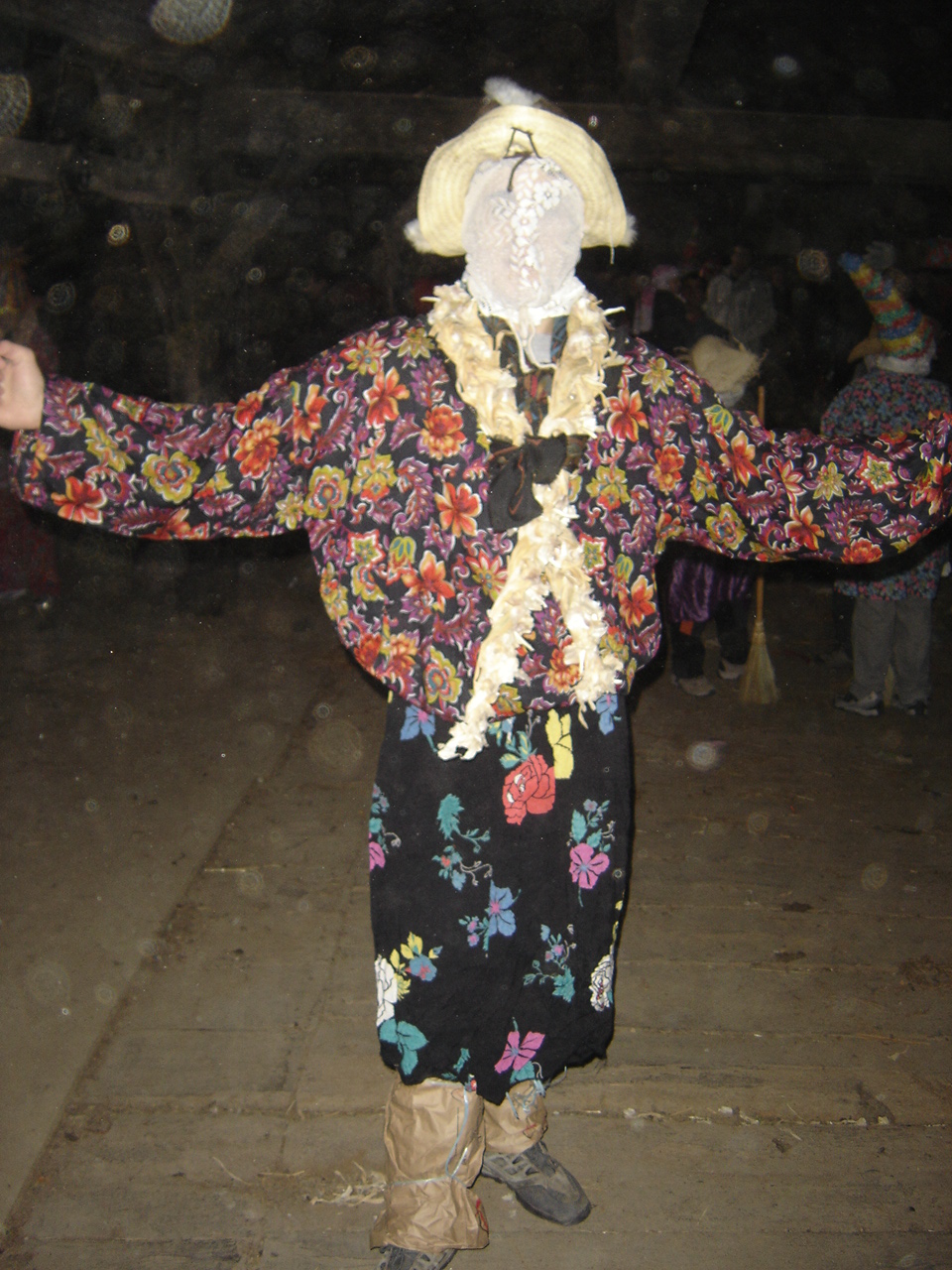
Txatxo